# Беккер, Сандра
Сандра Беккер (род. 1967, Фрайбург-им-Брайсгау, Германия) — немецкая видеохудожница, живущая в Берлине и выставляющаяся под псевдонимом sandrabecker01.

## Жизнь и работа
Сандра Беккер посещала начальную школу в Кёнигсвинтере, а после пребывания в Турции, где её отец работал в посольстве Германии в Анкаре, она посещала гимназию в Петерсберге. В 1979 году она вместе с семьей переехала в Южную Америку и посещала Коллегию Александра фон Гумбольдта в Лиме. В 1982 году она перевелась в гимназию Генриха Герца в Бад-Годесберге и в 1986 году сдала там экзамен на аттестат зрелости. Во время пребывания за границей она выучила турецкий и испанский языки.
В 1987 году Беккер работала в Нью-Йорке помощником художника по свету Джайлса Хоги в Репертуарном театре Жана Кокто на Бауэри-стрит. В 1987—1989 годах она изучала философию и архитектуру в Гамбургском и Штутгартском университетах, а также в Высшей школе гештальтунга в Оффенбахе-на-Майне. По приглашению Центральный колледж искусства и дизайна имени Святого Мартина она отправилась в Лондон в 1989 году и окончила его в 1991 году как театральный дизайнер (трехмерный дизайн), получив степень бакалавра искусств (с отличием) на факультете изобразительных искусств.
Затем она вернулась в Германию и работала дизайнером в Государственном театре Майнца. В 1992 году она продолжила обучение в Берлинском университете искусств у Вали Экспорт по специальности «Визуальная коммуникация». В 1993 году она была приглашена в Российскую академию художеств в Санкт-Петербурге. В том же году она написала дипломную работу, в которой рассматривала тему «Прибытие и отъезд» («Ankunft und Abfahrt»). Затем последовала учёба в магистратуре по экспериментальному кинодизайну у Хайнца Эмигхольца, которую она завершила в 1995 году 16-мм фильмом «Warteraum». Она была удостоена стипендии Берлинского культурного сената по продвижению молодых талантов и стипендии DAAD в Нью-Йорке. В 2003 году она была членом руководящего состава Баухауза Дессау.
После этого Беккер работала преподавателем и была приглашенным профессором по процессам художественной трансформации в Берлинском университете искусств с 2007 по 2009 год. Там она была частью команды из одиннадцати женщин-профессоров, которые вместе работали над переносом художественного проекта «Stille Post» (Испорченный телефон) в университетское преподавание. Она и сегодня преподается в дидактике. С 2013 по 2020 год она была содиректором медиа-мастерской в Культурверке BBK в Берлине.
В 2015 году она была приглашенным профессором в Бразилии в Федеральном университете Рио-Гранде-ду-Сул (UFRGS) в Порту-Алегри. Она также преподает в Свободном университете Берлина и была лектором по медиа-информатике в Lette-Verein с лета 2019 года до середины 2020 года, а также лектором по дизайну приложений и веб-разработке в Школе менеджмента и технологий Берлинского университета Штайнбайс с начала 2020 года.
С лета 2022 года она работает в Швейцарии в ассоциации Викимедиа, которая занимается продвижением свободных знаний и свободного контента и является владельцем интернет-портала Википедия. Там она отвечает за обмен с культурными учреждениями.

## Персональные выставки
- 1996: Интерспейс, фото- и видеоработы, Вюрцбургское художественное объединение
- 1997: Архитектура времени, галерея Догенхаус, Лейпциг / Берлин
- 2002: цифровое тело, Галерея Адлергассе, Дрезден
- 2002: janeinneinja, галерея MAE Ирен Айкмайер, Берлин
- 2005: видеопрезентация в студии, Музей Культурный центр Андрайч, Испания
- 2005: интерфейс, галерея MAE Ирен Айкмайер, Берлин
- 2005: 11-е издание, netfilmmakers, Копенгаген
- 2011: Феномены темпоральности, Фототриеннале Гамбург, Галерея Каммер
- 2011: höhen+++tiefen, видеоработы, Центр искусства и медиа Адлерсхоф
- 2014: Social Dissolve, Гёте-Институт Порту-Алегри, Бразилия

## Публикации
- Осколки времени: видеоарт с 1963 года, Мариус Бабиас, Катрин Беккер, Софи Гольц, nbk Berlin, том 4, (Walther König Verlag, Берлин 2013 г.) ISBN 978-3-86335-074-1.
- Faserstoffprojekt (Проект «Волокно»), Ravensbrueck/Fuerstenberg Vergessen Erinnern Denkmal, edited by Peter Lang, Margit Miosga and Christoph Tannert (Kuenstlerhaus Bethanien, Berlin 2004) ISBN 3-932754-52-2.